# Treća hrvatska muška košarkaška liga 2017./18.
Treća hrvatska košarkaška liga je zamijenila dotadašnju B-1 ligu u sezoni 2017./18. i predstavlja lige četvrtog stupnja košarkaškog prvenstva Hrvatske. 

## Centar
| mj  | klub             | ut | pob | por | koš+ | koš- | bod |
| --- | ---------------- | -- | --- | --- | ---- | ---- | --- |
| 1.  | Medveščak Zagreb | 18 | 15  | 3   | 1530 | 1216 | 33  |
| 2.  | Fortuna Zaprešić | 18 | 13  | 5   | 1489 | 1247 | 31  |
| 3.  | Ksaver Zabok     | 18 | 13  | 5   | 1519 | 1337 | 31  |
| 4.  | Sisak            | 18 | 12  | 6   | 1430 | 1242 | 30  |
| 5.  | Ogulin           | 18 | 11  | 7   | 1488 | 1266 | 29  |
| 6.  | Petrinja         | 18 | 9   | 9   | 1423 | 1370 | 27  |
| 7.  | Dugo Selo        | 18 | 7   | 11  | 1222 | 1283 | 25  |
| 8.  | Novska           | 18 | 5   | 13  | 1188 | 1375 | 23  |
| 9.  | Duga Resa        | 18 | 5   | 13  | 1087 | 1385 | 23  |
| 10. | Glina            | 18 | 0   | 18  | 910  | 1565 | 18  |

 Izvori: 

 ksz-zagreb.hr 

## Istok
Ligaški dio
| mj                                                                                    | klub                    | ut | pob | por | koš+ | koš- | bod     |             |
| ------------------------------------------------------------------------------------- | ----------------------- | -- | --- | --- | ---- | ---- | ------- | ----------- |
| 1.                                                                                    | Mladost Čačinci         | 10 | 8   | 2   | 595  | 517  | 18      | doigravanje |
| 2.                                                                                    | Strmac Nova Gradiška    | 10 | 7   | 3   | 520  | 467  | 17      | doigravanje |
| 3.                                                                                    | Našice                  | 10 | 6   | 4   | 605  | 530  | 16      | doigravanje |
| 4.                                                                                    | Beli Manastir           | 10 | 7   | 3   | 610  | 552  | 16 (-1) | doigravanje |
| 5.                                                                                    | Valpovo                 | 10 | 2   | 8   | 581  | 645  | 12      |             |
| 6.                                                                                    | Olimp Inspekt Ing Tenja | 10 | 0   | 10  | 0    | 200  | 0       |             |
|                                                                                       |                         |    |     |     |      |      |         |             |
| Olimp Inspekt Ing je odustao od natjecanja. Sve njihove utakmice se registriraju 20:0 |                         |    |     |     |      |      |         |             |

 Izvori: 

 KS Brodsko-posavske županije, 3. ML Istok 2017./18. 

 KS Brodsko-posavske županije, 3. ML Istok 

 crosarka.com, ljestvica ligaškog dijela 

 crosarka.com, B-1 liga Istok 

Doigravanje
| klub1                | klub2         | rezultati     |               |
| poluzavršnica        | poluzavršnica | poluzavršnica | poluzavršnica |
| -------------------- | ------------- | ------------- | ------------- |
| Strmac Nova Gradiška | Beli Manastir | 74:65, 77:89  | [ 6 ] [ 7 ]   |
| Mladost Čačinci      | Našice        | 62:63, 80:71  | [ 6 ] [ 7 ]   |
|                      |               |               |               |
| završnica            |               |               |               |
| Mladost Čačinci      | Beli Manastir | 67:73, 65:65  | [ 8 ] [ 9 ]   |

## Jug
Sudionici: 
- Amfora Makarska
- DOŠK Drniš
- Dražen Petrović Šibenik
- Metković
- Mislav Podstrana
- ŠK Dubrovnik
- Trogir

 Izvori: 

 crosarka.com, rezultati 14. kola 

 crosarka.com, B-1 liga Jug

## Unutarnje poveznice
- Premijer liga 2017./18.
- Prva liga 2017./18.
- Druga liga 2017./18.
- Četvrta liga 2017./18.
- Kup Krešimira Ćosića 2017./18.
- Kategorija:Hrvatska košarkaška natjecanja

## Vanjske poveznice
- crosarka.com  Arhivirana inačica izvorne stranice od 3. svibnja 2015. (Wayback Machine)